# Miss Amazonas 2015
Miss Amazonas 2015 foi a 60.ª edição do tradicional e principal concurso de beleza feminina do Estado, que teve como intuito de escolher a melhor candidata amazonense para que esta represente a sua cultura e beleza no certame de Miss Brasil 2015. Coordenado pelos empresários Lucius Gonçalves e Márcia Meirelles, o concurso foi realizado no dia 30 de Janeiro de 2015 e contou com a presença de doze candidatas competindo pela coroa. Durante os dias que antecederam a final do evento, as misses cumpriram uma agenda rigorosa imposta pela organização, além de aulas e palestras expositivas sobre o concurso.

## Resultados

### Colocações
| Posição       | Candidata                         |
| Miss Amazonas | - Manaus - Carolina Toledo        |
| 2º. Lugar     | - Riolax - Sheislane Hayalla      |
| 3º. Lugar     | - Art's Revest - Estefanny Schuck |
| 4º. Lugar     | - Studio Up - Tayana Maia         |
| 5º. Lugar     | - Loja M2 - Roci Souza            |

### Prêmios Especiais
- Houve a entrega das seguintes premiações especiais este ano: [3]

| Colocação           | Candidata                             |
| Miss Simpatia       | - Sapatinho de Luxo - Rebeca Pinheiro |
| Melhor Traje Típico | - Tonu's Academia - Mirella Barca     |

### Ordem dos Anúncios

#### Top 05
1. Manaus
2. Art's Revest
3. Loja M2
4. Riolax
5. Studio Up

## Resposta Final
Eis a pergunta feita pela jurada Andreza Souza: Quando começou o seu contato com o mundo dos concursos de beleza e porque você queria se tornar uma miss?
| “ | Boa Noite à todos, Boa Noite jurados! Muito obrigada pela sua pergunta Andreza. Bom, esse meu sonho de me tornar miss começou em 2011, a partir daí eu comecei a me preparar, me dedicar cada vez mais, acompanhar todas as misses. E bom, hoje estou aqui lutando pelo meu sonho. Eu acredito que uma miss tem que ter muito mais do que beleza, ela tem que ter carisma, tem que ter, bem, uma representação na sociedade e é por isso que eu estou aqui, pra fazer o diferencial. | ” |

## Candidatas
Abaixo, estão todas as candidatas do concurso: 
| - Coari - Evellyn Larissa - Itapiranga - Thielly Santos - Manaus - Carolina Toledo - Amanda Beauty Center - Yanka Albuquerque - Art's Revest - Estefanny Schuck - Capodarte - Taynara Alves | - Loja M2 - Roci Souza - Loja Via Uno - Cintia Lima - Riolax - Sheislane Hayalla - Sapatinho de Luxo - Rebeca Pinheiro - Studio Up - Tayana Maia - Tonu's Academia - Mirella Barca |

## Jurados
A lista abaixo refere-se aos jurados presentes na final:
| 1. Andreza Souza, empresária do Moda Home; 2. Bernard Teixeira, gerente da Pump Entertainment Manaus; 3. Dr. Elimar Cunha e Silva, auditor; 4. Dr. Ilner Souza e Souza, dermatologista; 5. Dr. Jorge Gonçalves, cirurgião dentista; 6. Dr. José Maria Cabral Júnior, cirurgião plástico. | 1. Drª. Cíntia Cardoso, ortodentista e esteticista; 2. Fábio Naves, empresário de eventos; 3. Lu Cordeiro, blogueira e consultora de imagem; 4. Márcia Gabrielle, Miss Brasil 1985; 5. Ricardo Pio de Souza, empresário da Real Refrigerantes; |

## Crossovers
Candidatas que já possuem um histórico em concursos de beleza: 
| Miss Brasil Globo - 2014: Riolax - Sheislane Hayalla (Vencedora) - (Representando o Estado do Amazonas) Miss Teenager Brasil - 2011: Manaus - Carolina Toledo (Vencedora) - (Representando o Estado do Amazonas) | Miss Globo Internacional - 2014: Riolax - Sheislane Hayalla (2º. Lugar) - (Representando o Brasil em Baku, no Azerbaijão) Miss Teenager Universe - 2011: Manaus - Carolina Toledo (Top 10) - (Representando o Brasil na Cidade da Guatemala, na Guatemala) |

## Ver Também
- Miss Amazonas 2014
- Miss Brasil 2015